# Нарам-Сін
Нарам-Сін — правитель стародавнього міста Ашшур. 